# Lawrence Wetherby
Lawrence Winchester Wetherby, född 2 januari 1908 i Middletown, Kentucky, död 27 mars 1994 i Frankfort, Kentucky, var en amerikansk demokratisk politiker. Han var Kentuckys guvernör 1950–1955.
Wetherby studerade juridik vid University of Louisville och inledde sedan en framgångsrik karriär som jurist.
Wetherby tillträdde 1947 som Kentuckys viceguvernör. År 1950 efterträdde han sedan Earle C. Clements som guvernör och efterträddes 1955 i guvernörsämbetet av Happy Chandler. År 1954 uttryckte Wetherby sitt stöd för Brown mot skolstyrelsen, domslutet av USA:s högsta domstol som etablerade ett förbud mot separata skolor för svarta och vita i USA. År 1956 kandiderade Wetherby till senaten men besegrades av republikanen John Sherman Cooper. Metodisten Wetherby avled 1994 och gravsattes på Frankfort Cemetery i Frankfort.